# Canadian Pacific (Film)
Canadian Pacific ist ein US-amerikanischer Western aus dem Jahr 1949 von Edwin L. Marin mit Randolph Scott in der Hauptrolle. Der Film wurde von 20th Century Fox in Zusammenarbeit mit Nat Holt Productions produziert.

## Handlung
Die Canadian Pacific Railway hat in den späten 1880er Jahren Probleme eine Strecke durch die Rocky Mountains zu finden. Generaldirektor Van Horne erklärt vor dem kanadischen Parlament, dass der Landvermesser Tom Andrews den Auftrag erhalten hat, die Gegend zu kartographieren. Während seiner Arbeit wird Tom von dem Pelzjäger Dirk Rourke, der mit seinem Partner Cagle in der Gegend jagt, angeschossen. Tom schafft es ins Eisenbahnercamp zurück und will Van Horne Bericht erstatten, als er dort Cagle antrifft. Die Ärztin Dr. Edith Cabot fordert Tom auf, friedlich zu bleiben. 
Nachdem Tom Van Horne berichtet hat, macht er sich auf den Weg nach Calgary zu seiner Freundin Cecille Gautier. Rourke hat erfolglos versucht mit Cecille anzubandeln. Mit Cecilles Vater sucht Tom Roarkes Handelsposten auf. Roarke opponiert gegen die Pläne der Eisenbahngesellschaft, da er befürchtet, dass dies das Ende für sein Jagdrevier sein wird. Tom versucht, die Trapper und Farmer von den Vorteilen der Bahnstrecke zu überzeugen. Zudem macht er klar, dass Roarke um seine Monopolstellung fürchtet. Zwischen Tom und Roarke kommt es zu einer Schlägerei, die von Pater Lacomb beendet wird. Tom will zurück ins Camp, was die enttäuschte Cecille dazu bringt, ihn zu verlassen.
Der Sprengmeister Dynamite Dawson äußert den Verdacht, dass Indianer Sprengstoff geklaut haben. Tatsächlich findet Tom in einem Indianerdorf gestohlenen Sprengstoff. Der Häuptling entschuldigt sich und erzählt, dass einige seiner jungen Krieger von einem weißen Mann für den Diebstahl bezahlt wurden. Tom bringt das Dynamit ins Camp zurück. Beim Abladen bringen Roarke und Cable eine Box zur Explosion, wodurch Tom schwer verletzt wird. Dr. Cabot rettet Tom das Leben durch eine Bluttransfusion mit ihrem eigenen Blut.
Cecille wird Zeuge eines Gesprächs zwischen ihrem Vater, Roarke und anderen Trappern. Man beschließt, den Eisenbahnbau zu sabotieren, indem die Indianer aufgehetzt werden. Cecille beschwert sich bei ihrem Vater, der ihr androht, sie zu verstoßen. Cecille verdächtigt Roarke als Verursacher Toms Verletzungen und will diesen im Lazarett besuchen. Dawson überzeugt sie, zu Hause zu bleiben, um mehr Informationen zu erhalten. 
Explosionen sorgen dafür, dass die Arbeiten im Winter eingestellt werden. Im Frühling ist Tom wieder genesen. Er und Edith haben sich mittlerweile ineinander verliebt. Tom will ins Camp zurückkehren und verzichtet auf Ediths Bitte hin darauf, eine Waffe zu tragen. Im Camp hat Roarke in der Zwischenzeit einen Saloon und ein Casino eröffnet. Als bei einer Schießerei im Saloon ein Arbeiter getötet wird, legt Tom seine Waffen wieder an und schließt den Saloon. 
Cecille kommt ins Camp mit der Nachricht, dass Roarke die Indianer zum Angriff aufgewiegelt hat. Dawson reitet los, um Verstärkung zu holen, während sich Tom mit den übrigen Leuten im Lazarettwagen verschanzt. Cecilles verwundeter Vater wird in den Wagen verbracht, der Tom informiert, dass Roarke und die Indianer in der Überzahl seien. Ein in Brand gesetzter Baum ist für die Indianer das Signal zum Angriff. Tom erschießt Cable, Roarke wird von dem brennenden Baum, der zusammenbricht, begraben. Endlich erreichen Van Horne und Dawson mit Verstärkung das Schlachtfeld und schlagen die Indianer in die Flucht, die später um Frieden bitten. Von der Gewalt abgestoßen zieht Edith zurück in den Osten und lässt Tom mit Cecille zurück.

## Produktion
Gedreht wurde der Film von Anfang August bis Mitte September 1948 in Kanada (u. a. im Banff-Nationalpark, Kicking Horse Pass, Lake Louise, Yoho-Nationalpark) sowie in den General-Service-Studios in Los Angeles.
Laut einem Artikel in der The New York Times vom 3. Oktober 1948 stellte die Canadian Pacific Railway Arbeiter zur Verfügung, die parallel zur Hauptspur Gleisattrappen legten. Die Arbeiter fungierten zudem als Komparsen. Außerdem wurde ein authentischer Konstruktionszug bereitgestellt.

## Stab und Besetzung
Ernst Fegté war der Art Director.
In kleinen nicht im Abspann erwähnten Nebenrollen traten Richard Alexander, Sam Ash, Rudy Bowman, George Chandler, Holmes Herbert, Norman Jewison und Sam Lufkin auf.

## Synchronisation
Die deutsche Synchronfassung wurde von der Interfox Film GmbH in München erstellt. Das Dialogbuch schrieb Helena von Fortenbach, die Dialogregie führte Poldo Branoner.
| Rolle           | Schauspieler     | Deutscher Synchronsprecher |
| --------------- | ---------------- | -------------------------- |
| Tom Andrews     | Randolph Scott   | Heinz Engelmann            |
| Dynamite Dawson | J. Carroll Naish | Willy Friedrichs           |
| Dirk Rourke     | Victor Jory      | Ernst Fritz Fürbringer     |
| Van Horne       | Robert Barrat    | Anton Reimer               |
| Dr. Mason       | Grandon Rhodes   | Christian Marschall        |
| Pater Lacomb    | John Hamilton    | Herbert Weicker            |
| Telegrafist     | George Chandler  | Til Kiwe                   |

Anmerkung: Die kursiv geschriebenen Namen sind Rollen und Darsteller, die nicht im Abspann erwähnt wurden.

## Veröffentlichung
Die Premiere des Films fand am 19. Mai 1949 in New York statt. In der Bundesrepublik Deutschland kam er am 9. März 1956 in einer Schwarzweißfassung ins Kino. In Österreich erschien er schon im März 1955.

## Kritiken
Das Lexikon des internationalen Films schrieb: „Zweitrangiger Western, der sich mit Klischees des Genres über die Zeit rettet.“
Die Filmzeitschrift Cinema befand: „Der in den Rockies gedrehte Routine-Western vermeidet ernsthafte historische Darstellungen. Übrig bleibt ein leidlich spannendes Abenteuer. Fazit: Eingleisiger, stereotyper Routine-Western.“
Bosley Crowther von der The New York Times kritisierte, dass der sogenannte Natur-Actionfilm sehr schnell resigniere und im Flussbett der Cowboy-und-Indianerfilme versickere.
Die Variety bezeichnete den Film als annehmbarer Actionbeitrag.